# Schokoladenbuchstabe

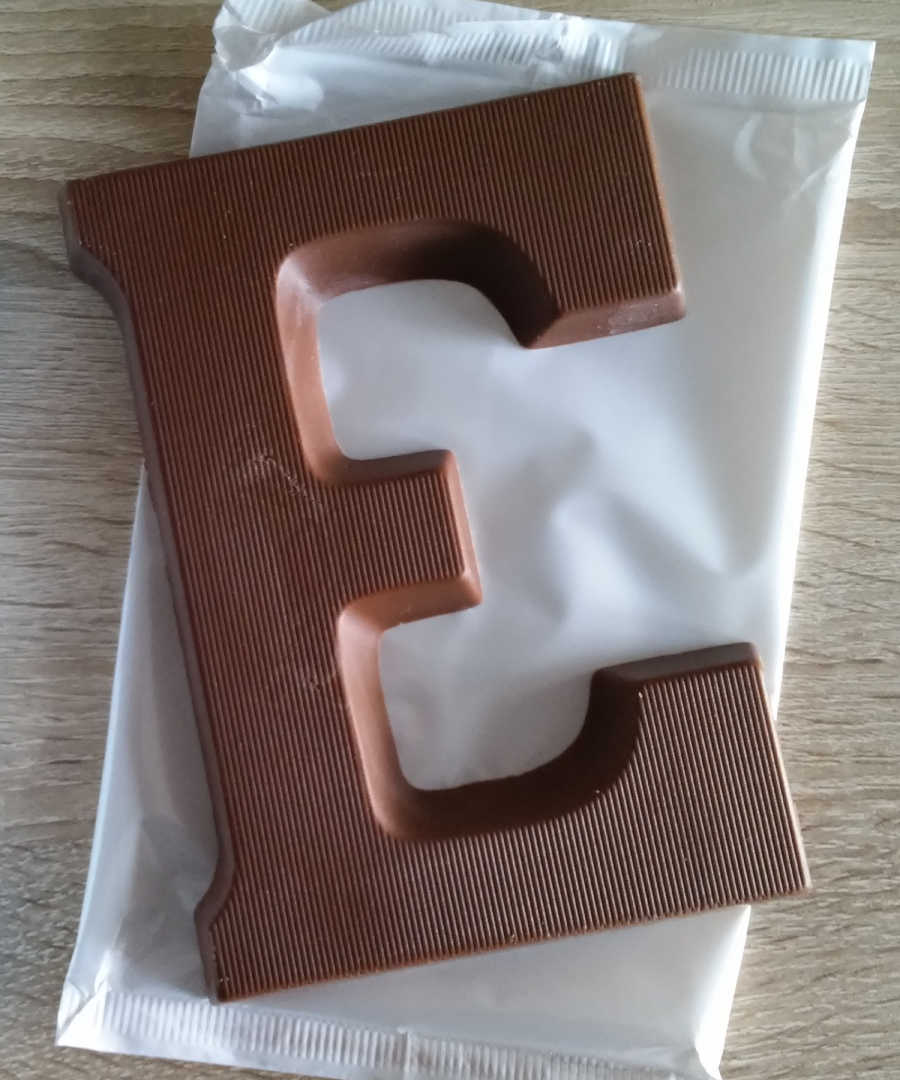
Schokoladenbuchstabe E

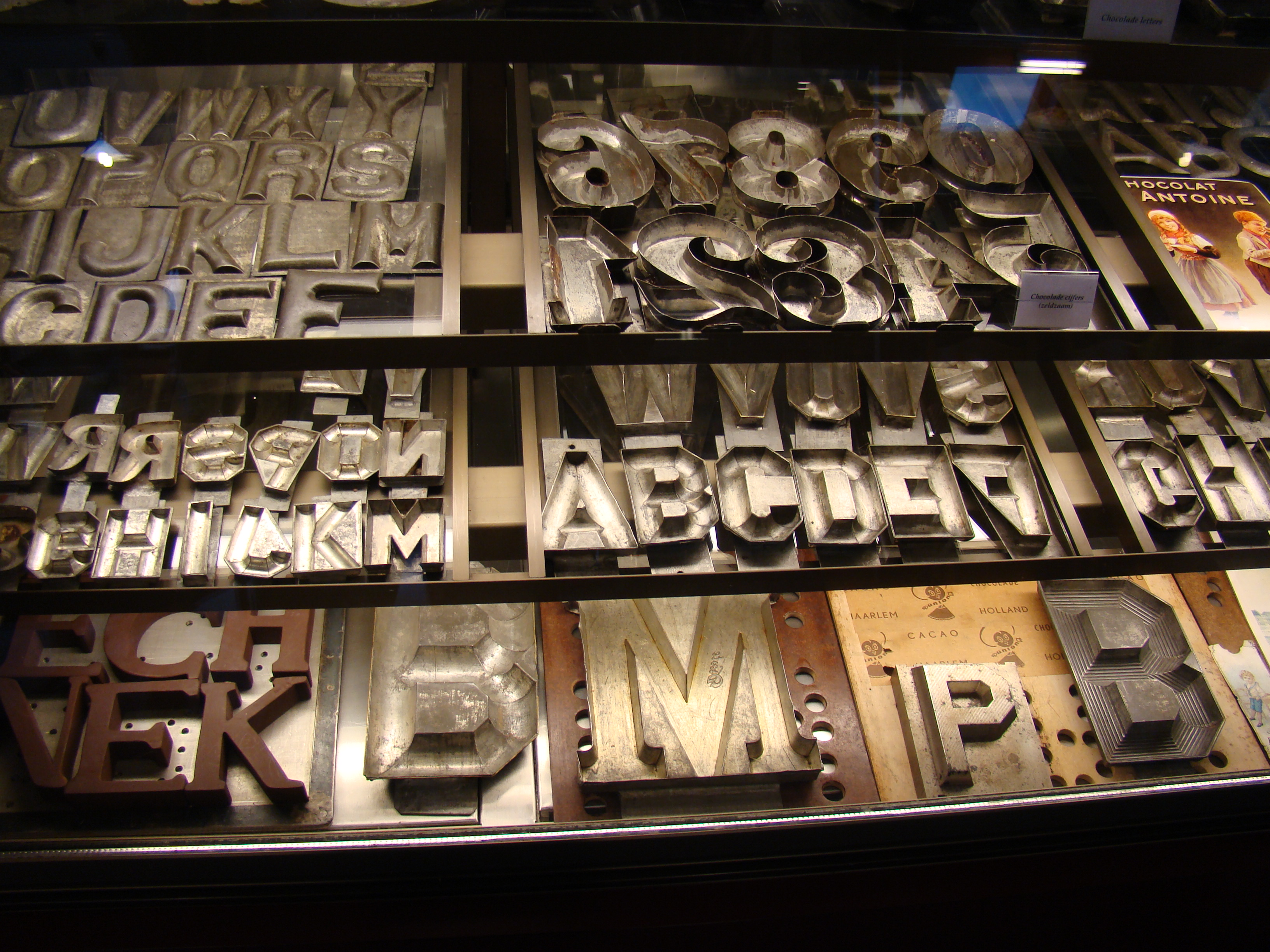
Formen für Schokoladenbuchstaben im Bäckereimuseum Medemblik

Ein Schokoladenbuchstabe (niederländisch chocoladeletter; Ausspracheⓘ) ist ein großer, aus massiver Schokolade hergestellter Buchstabe. Es handelt sich um eine typisch niederländische Süßigkeit, die traditionell zu Sinterklaas verschenkt wird. Meist erhält der Beschenkte den Anfangsbuchstaben seines Vornamens. 

## Material und Form
Etwa 60–70 % aller verkauften Schokoladenbuchstaben werden aus Milchschokolade (melk) hergestellt; den Rest teilen sich dunkle Schokolade (puur), weiße Schokolade (wit), Nuss- oder Mandelschokolade und gefüllte Schokolade. Als Schrifttype wird eine Egyptienne verwendet, deren starke Serifen die Form bruchfester machen, als es bei zierlicheren Buchstabenformen der Fall wäre. Neuerdings gibt es auch Schokoladenbuchstaben in arabischer Schrift; zeitweise wurden in Amsterdam auch hebräische Schokoladenbuchstaben angeboten. Die Oberfläche ist meist geriffelt, um das Abbrechen zu erleichtern; außerdem erleichtert die Riffelung das Herauslösen aus der Form und kaschiert kleine Fehlstellen.
Industriell gefertigte Schokoladenbuchstaben werden in Formen gegossen, früher aus Metall, heute aus Kunststoff. Die größten Hersteller sind Droste, Baronie-De Heer,  Verkade und Albert Heijn. Einen wachsenden Marktanteil haben seit 2007 Schokoladenbuchstaben aus fair gehandelter Schokolade gewinnen können. Die jährliche Produktion wurde 1998 auf 12 bis 14 Millionen Stück geschätzt, 2013 stellte allein Droste ca. 20 Millionen Stück pro Jahr her und Baronie-De Heer 10 Millionen Stück.
Damit die Empfänger schmaler Buchstaben wie I oder J gegenüber den Empfängern breiter Buchstaben wie M oder W nicht benachteiligt sind, haben heute alle Buchstaben einer Größenklasse, unabhängig von ihrer Breite, dasselbe Gewicht. Um das zu erreichen, sind die schmalen Buchstaben dicker als die breiten, die zudem stärker geriffelt oder aus leichterer Schokolade hergestellt sein können. 
Schokoladenbuchstaben werden einzeln in farbenfrohen Verpackungen angeboten in den Größen klein (65–80 g), mittel (135–150 g) und groß (175–220 g). Noch kleinere, in Zellophan verpackte Buchstaben (etwa 40 g) sind vor allem dazu bestimmt, in die von den Kindern aufgestellten Schuhe gesteckt zu werden.  
Die einzelnen Buchstaben werden unterschiedlich stark nachgefragt, worauf sich die Hersteller mit ihren Produktionszahlen einstellen müssen. Während einzelne Hersteller das komplette Alphabet anbieten, lassen andere die seltenen Buchstaben Q, U, X, Y und Z weg. Die meistverkauften Buchstaben sind M (für „mama/moeder“), P (für „papa“, aber auch „Piet“) und S; am seltensten werden O und V verlangt. Der Schokoladenbuchstabe S (für „Sinterklaas“) kann verschenkt werden, wenn  keine engere persönliche Beziehung zum Empfänger besteht, z. B. als Firmenpräsent. Schokoladenbuchstaben aus Diabetikerschokolade werden ebenfalls als S (für suikersiekte – Zuckerkrankheit) angeboten.
Neben der industriellen Massenproduktion von Schokoladenbuchstaben gibt es auch die Einzelanfertigung im Konditoreihandwerk und im Haushalt. Dazu wird geschmolzene Schokolade etwa im Verhältnis 3:1 mit aufgeschlagener Butter gemischt und mit einem Spritzbeutel in Buchstabenform gespritzt. Diese einzeln gefertigten Schokoladenbuchstaben werden oft reich verziert.

## Geschichte und Brauchtum

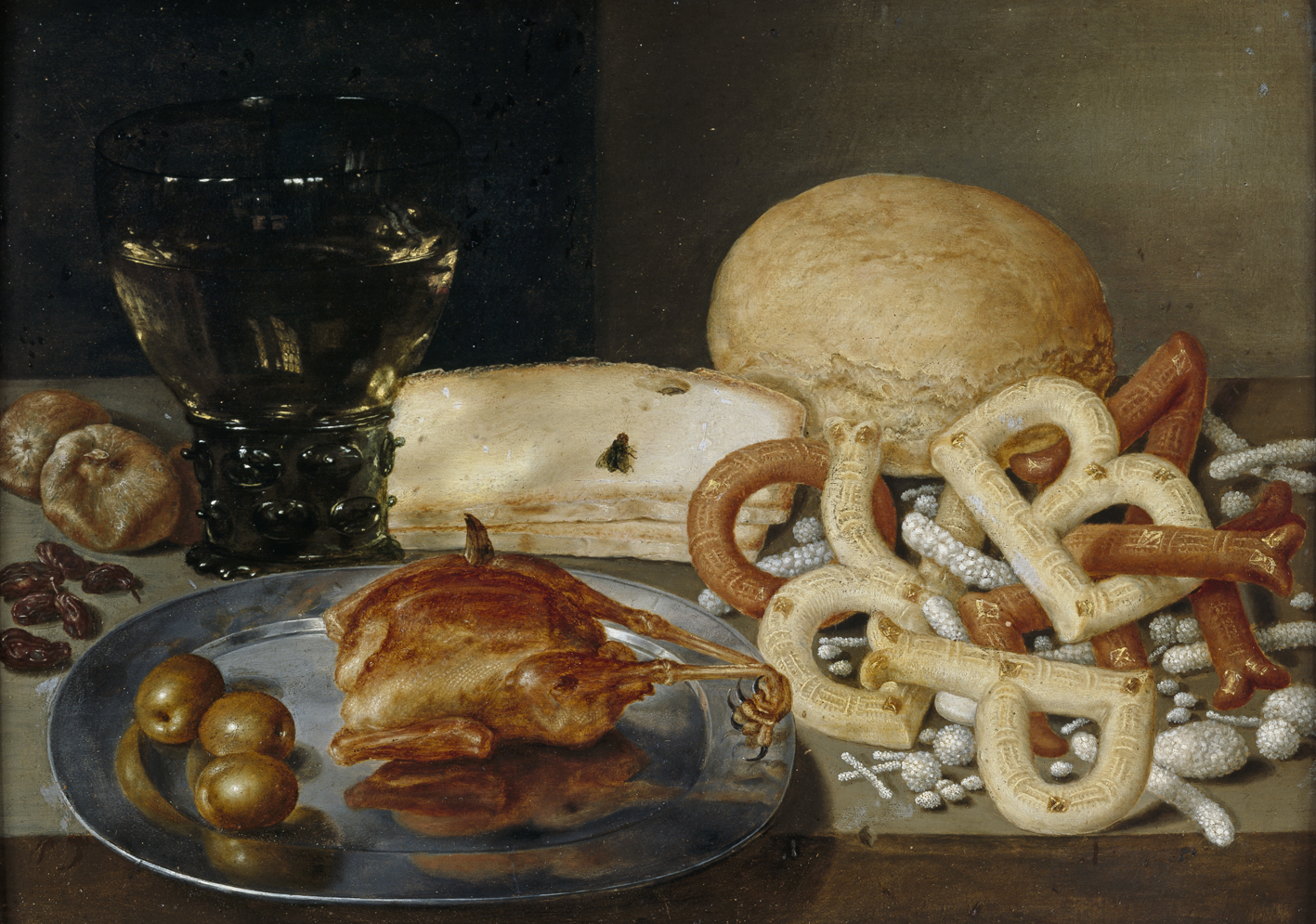
Stillleben mit gebackenen Buchstaben von Peter Binoit, um 1615 (Groninger Museum)

Vorläufer der Schokoladenbuchstaben waren gebackene Buchstaben. Schon in den Klosterschulen des Mittelalters dienten Buchstaben aus Brotteig als Hilfe und Belohnung beim Erlernen des Alphabets. Buchstaben aus Gebäck finden sich auf Stillleben niederländischer Maler des 16. und 17. Jahrhunderts. Ihre Verbindung mit den Sinterklaas-Feiern rührt daher, dass die Geschenktische für die einzelnen Familienmitglieder mit Tüchern abgedeckt wurden und ein darauf gelegter (ursprünglich gebackener) Buchstabe den jeweiligen Empfänger bezeichnete. 
Mit dem Aufschwung der niederländischen Schokoladenindustrie am Ende des 19. Jahrhunderts begann um 1900 die industrielle Herstellung von Schokoladenbuchstaben. Als während der deutschen Besetzung der Niederlande nach 1940 aufgrund der herrschenden Nahrungsmittel- und Rohstoffknappheit Schokolade kaum noch erhältlich war, produzierte die Herstellerfirma Verkade in den Kriegs- und ersten Nachkriegsjahren wieder Lebkuchenbuchstaben als Ersatz.
Schokoladenbuchstaben sind in den Niederlanden fester Bestandteil des Sinterklaas-Geschenktischs und werden in den Läden nur zwischen Anfang Oktober und Sinterklaas (5. Dezember) verkauft. Ein 2001 unternommener Versuch der niederländischen Supermarktkette Albert Heijn, die Verkaufsperiode aufgrund der Kritik am immer früheren Angebot von Weihnachtsartikeln erst Mitte November beginnen zu lassen, scheiterte am Protest der Konsumenten.